# Alessi

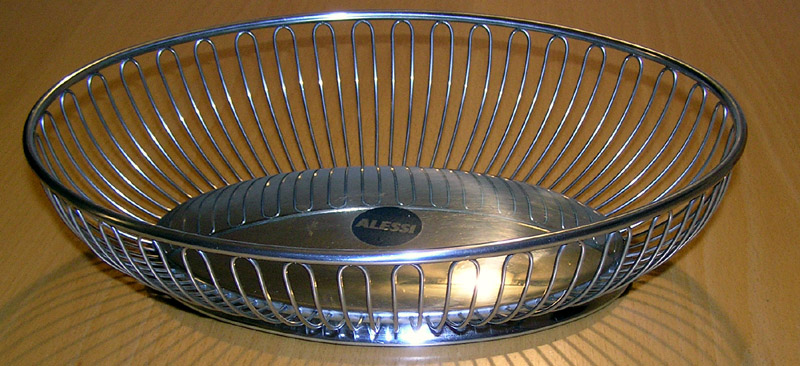
Alessi broodmand ontworpen in 1955

Alessi is een Italiaanse firma die functionele designvoorwerpen vervaardigt. De productlijnen worden door een team van ontwerpers, koks en cultuurhistorici ontwikkeld.

## Geschiedenis
In 1921 opent Giovanni Alessi Anghini een kleine werkplaats in Omegna. Eerst bestaat deze enkel uit een metaalverwerkend bedrijf, maar in 1924 begint Alessi met eigen producten.
In 1928 verhuist Alessi zijn werkplaats naar Crusinallo, waar de firma thans nog steeds gevestigd is.
In 1932 tekent Carlo, de oudste zoon van Giovanni en industrieel ontwerper, voor het thee- en koffieservies Bombé. In de naoorlogse jaren vormt het bedrijf een moderne industriële onderneming. Carlo beperkt zich tot het management, terwijl zijn broer Ettore met ontwerpers als Luigi Massoni, Carlo Mazzeri en Anselmo Vitale samenwerkt.
In 1970 is Giovanni's kleinzoon, Alberto, van plan om de tegenstelling tussen massaproductie en ambachtelijke kwaliteit op te heffen. Sinds 1983 beginnen de design producten van Alessi internationaal bekend te worden. België en Zwitserland worden belangrijke Europese afzetmarkten naast Italië.
Een groot succes zijn de ontwerpen van Philippe Starck voor Alessi. De citruspers Juicy Salif is een zeer bekend ontwerp van hem.
In 1989 worden de geperforeerde mannetjesfiguren Girotondo door ontwerpteam King Kong (Stefano Giovannoni en Guido Venturini) geïntroduceerd.
Vandaag de dag is Alessi een gevestigd merk van huishoudelijke producten. Er is een uitgebreid gamma keukenhulpjes, kookpotten, badkameraccessoires, serviezen in porselein of stoneware, glazen, bestek, fotokaders, vazen, kantoormateriaal, kerstballen, verlichting, juwelen en polshorloges. De ontwerpen zijn vaak speels van vorm of kleur. Veelgebruikte materialen zijn RVS en kunststof.

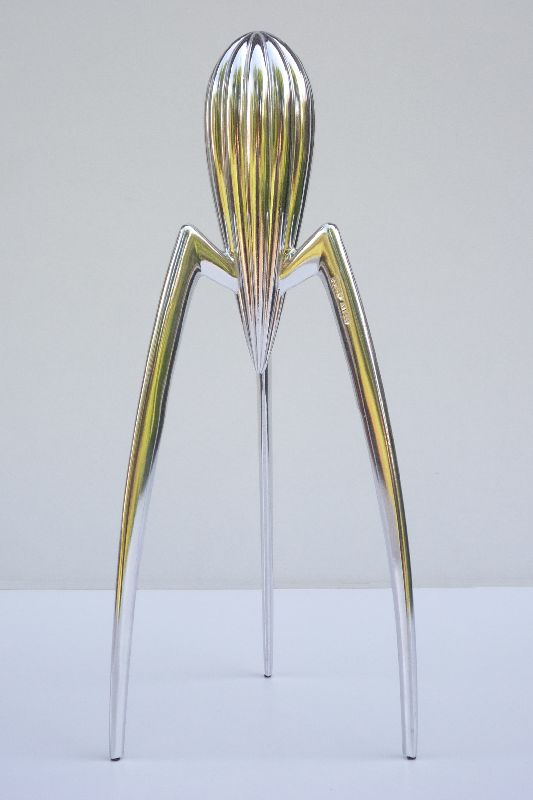
Citruspers Juicy Salif van Philippe Starck (1990)

## Bekende ontwerpen
- 1945 – Thee- en koffieservies Bombé, Carlo Alessi Anghini
- 1978 – Het tafelstel voor azijn, olie, peper en zout van Ettore Sottsass
- 1979 – 9090 Caffettiera, Richard Sapper
- 1982 – Het eerste tafelbestek uit de nobelsmidse Dry, Achille Castiglioni
- 1983 – De fluitketel van Richard Sapper
- 1983 – Thee- en koffieservies Piazza, Hans Hollein
- 1984 – Koffiekan La Conica, Aldo Rossi
- 1986 – Waterketel Il Conico, Aldo Rossi
- 1989 – Espressomachine La Cupola, Aldo Rossi
- 1990 – Citruspers Juicy Salif, Philippe Starck
- 1992 – De suikerpot van Michael Graves
- 1994 – Kurkentrekker Anna G, Alessandro Mendini
- 1996 – Knoflookpers Nonno di Antonio, Guido Venturini
- 1996 – Toasthouder Girotondo, King Kong
- 1997 – Het broodmandje van Enzo Mari
- 2004 - Blow Up citruskorf ontworpen door de gebroeders Campana.
- 2006 - Kaj horloge, Karim Rashid
- 2013 - Dressed, Marcel Wanders